# Liste der Flaggen in Schleswig-Holstein
Diese Liste zeigt die Flaggen in Schleswig-Holstein mit seinen Kreisen und kreisfreien Städten. Weitere Flaggen sind über die Navigationsleiste am Ende der Seite erreichbar.

## Landesflagge und Landesdienstflagge
| Bundesland         | Hissflagge             | Kommentare |
| ------------------ | ---------------------- | --- |
| Schleswig-Holstein | Landesflagge 3:5       | Durch Gesetz festgelegt am 10. März 1953: „Das Landeswappen zeigt in gespaltenem Schild links auf goldenem Grund zwei blaue, nach innen gewandte, rot bewehrte, schreitende Löwen, rechts in Rot ein silbernes Nesselblatt.“ […] „Die Landesfarben sind blau-weiß-rot. Die Landesflagge zeigt die Landesfarben von oben nach unten in drei gleichbreiten Querstreifen. Die Höhe der Landesflagge verhält sich zu ihrer Länge wie 3:5. Die Dienstflagge ist die Landesflagge; sie zeigt in der Mitte das Landeswappen.“ |
| Schleswig-Holstein | Landesdienstflagge 3:5 | Durch Gesetz festgelegt am 10. März 1953: „Das Landeswappen zeigt in gespaltenem Schild links auf goldenem Grund zwei blaue, nach innen gewandte, rot bewehrte, schreitende Löwen, rechts in Rot ein silbernes Nesselblatt.“ […] „Die Landesfarben sind blau-weiß-rot. Die Landesflagge zeigt die Landesfarben von oben nach unten in drei gleichbreiten Querstreifen. Die Höhe der Landesflagge verhält sich zu ihrer Länge wie 3:5. Die Dienstflagge ist die Landesflagge; sie zeigt in der Mitte das Landeswappen.“ |

## Kreise
| Kreis                 | Hissflagge      | Kommentare |
| --------------------- | --------------- | --- |
| Dithmarschen          |                 | Genehmigt am 17. Mai 1972: „Die Kreisflagge zeigt im weißen Liek das Kreiswappen (mit Schild) sowie im roten fliegenden Ende drei weiße Balken.“ |
| Herzogtum Lauenburg   |                 | 1958 angenommen: „Die Kreisflagge zeigt das Kreiswappen auf weißem Grund; über dem Kreiswappen und darunter befindet sich in dem weißen Grund je ein schwarzer horizontaler Streifen.“                                                                   |
| Nordfriesland         |                 | Genehmigt am 10. Juli 1972: „In der Mitte eines blauen, oben und unten von je zwei schmalen Streifen, einem äußeren roten und einem inneren goldenen, eingefassten Feldes die drei Schiffe des Wappens (2:1), etwas zur Stange hin verschoben.“          |
| Ostholstein           |                 | Genehmigt am 30. Juli 1972: „Inmitten eines weißen, oben und unten von je einem schmalen roten Streifen begrenzten Feldes das Kreiswappen.“ |
| Pinneberg             |                 | Genehmigt am 12. Mai 1986: „In Rot das silberne holsteinische Nesselblatt, belegt mit einer stilisierten grünen Tanne, die goldene Wurzeln hat.“ |
| Plön                  |                 | Genehmigt am 12. Mai 1975: „Die Flagge zeigt inmitten eines weißen, oben von einem blauen, unten von einem roten breiten Streifen begrenzten Feldes das Kreiswappen etwas zur Stange hin verschoben.“                                                    |
| Rendsburg-Eckernförde |                 | Genehmigt am 29. Januar 1981: „Auf einem im Wellenschnitt ‚schräglinks‘ geteilten Flaggentuch oben in Gelb zwei blaue, rot bewehrte schreitende Löwen übereinander, unten in Rot ein weißes Nesselblatt.“                                                |
| Schleswig-Flensburg   |                 | Genehmigt am 3. Oktober 1977: „Auf einem in einen blauen und einen gelben Streifen längsgeteilten Tuch - übereinander und aus der Mitte zur Stange hin verschoben - die beiden Löwen des Kreiswappens in verwechselten Farben.“                          |
| Segeberg              |                 | Genehmigt am 25. November 1977: „Die Kreisflagge zeigt inmitten eines weißen, oben und unten von einem roten Streifen begrenzten Tuches das Kreiswappen ohne Schild, etwas zur Stange hin verschoben.“                                                   |
| Steinburg             |                 | Genehmigt am 30. August 1957: „Die Flagge des Kreises Steinburg trägt im ersten Drittel des weißen Fahnentuches das Kreiswappen. Das Fahnentuch ist oben und unten durch einen blauen Rand begrenzt, der symbolisch die Flüsse Stör und Elbe darstellt.“ |
| Stormarn              | Flagge von 1978 | Ein Foto zeigt 1978 die schleswig-holsteinische Landesflagge mit dem Wappen des Kreises. Flagge genehmigt am 30. Juli 1981: „Auf rotem Flaggentuch - beiderseits zur Stange gewendet - der weiße Stormarner Schwan mit gelber Halskrone.“                |

## Ehemalige Landkreise und historische Flaggen
| Kreis      | Hissflagge | Kommentare                                                                                 |
| ---------- | ---------- | ------------------------------------------------------------------------------------------ |
| Eiderstedt |            | Flagge nach der Hauptsatzung vom 21. Dezember 1962 und Zeichnung im Landesarchiv Schleswig |

## Kreisfreie Städte
| Kreisfreie Stadt      | Hissflagge | Banner | Kommentare |
| --------------------- | ---------- | ------ | --- |
| Flensburg             |            |        | Genehmigt am: 30. Juni 1938 „Auf blauem Flaggentuch das Stadtwappen, etwas zur Stange hin verschoben.“ Vgl. Flensburger Stadtfahne |
| Landeshauptstadt Kiel |            |        | Genehmigt 1921: „Die Stadtflagge ist rot. Sie zeigt in der Mitte ein weißes Nesselblatt und darauf ein schwarzes Boot.“ |
| Hansestadt Lübeck     |            |        | Genehmigt am: 22. Januar 1941 „Die Flagge ist von alters her waagerecht geteilt, oben weiß und unten rot. Sie zeigt in der der Flaggenstange zugekehrten oberen Ecke den lübeckischen Doppeladler. Das Banner zeigt im oberen Teil auf weißem Grund den lübeckischen Doppeladler. Der untere Teil ist senkrecht geteilt, links weiß und rechts rot.“ |
| Neumünster            |            |        | Die Stadtfarben weiß-rot wurden am 3. April 1930 genehmigt: Die Flagge ist nicht in die Kommunale Wappenrolle Schleswig-Holstein eingetragen, angenommen ca. 1955 „Die Stadtflagge zeigt die Farben weiß-rot mit dem Stadtwappen.“ |